# 2725 David Bender
2725 David Bender este un asteroid din centura principală, descoperit pe 7 noiembrie 1978, de Eleanor Helin și Schelte Bus.